# Abertamský sýr
Abertamský sýr (též Abertam, německy Abertamer Käse) býval tradiční kozí (v současnosti ovčí) sýr ochucený bylinkami, který se vyráběl v krušnohorském městečku Abertamy (do první poloviny 20. století Abertham), které se nachází v okrese Karlovy Vary zhruba 15 km severně od okresního a krajského města.

## Historie
Po odsunu sudetských Němců jeho výroba zanikla. V současné době v osadě Ryžovna dochází k pokusu o obnovení výroby tohoto sýra, ale s nahrazením kozího mléka za ovčí. O tento sýr již znovu začíná být zájem i v zahraničí,[zdroj?] byť se vyrábí zatím pouze sezónně v období, kdy drsné horské prostředí umožní vyhánět ovce na pastvu (tj. zhruba od května do září). 

## Vzhled a použití
Sýr má tvar nepravidelné do kruhu slisované koule s tenkou tvrdou žlutooranžovou kůrkou. Používá se k tavení i jako stolní sýr.